# François Pétis de La Croix
François Pétis de La Croix, född 1653 i Paris, död där den 4 december 1713, var en fransk orientalist.
Pétis de La Croix vistades tio år i Orienten och fick 1692 lärostolen i arabiska vid Collège Royal. Pétis de La Croix utgav under titeln Les mille et un jours (5 band, 1710-12) en bearbetning av en i österlandet mycket omtyckt sagosamling, "El-faradsch ba’d el-schidda" (Glädje efter sorgen). Histoire de Timur-bec (om Timur lenk; 4 band, 1722) är en mycket lovordad översättning av den persiske historieskrivaren El-jesdis viktiga verk Sáfar-namé.